# Solc, Música i Tradició al Lluçanès
Solc, Música i Tradició al Lluçanès és un cicle de música tradicional i cultura popular al Lluçanès. L'any 1998 fou guardonada amb el Premi Nacional de Cultura Popular concedit per la Generalitat de Catalunya. Coordinada a partir de les activitats de les diferents entitats i organismes de cada poble, inicià les seves activitats de forma coordinada l'any 1993 i té la seu a Prats de Lluçanès. Ideada a partir d'una iniciativa de cultura popular es basa en la proposta d'activitats musicals, amb balls, concerts i cantades; actuacions teatrals; caminades i activitats a l'entorn de la història; cercaviles i trobades de diables i gegants; recuperació de fires i revetlles; xerrades i exposicions sobre la realitat cultural del Lluçanès i del conjunt del país que durant els mesos de maig, juny i juliol recorre els diferents pobles d'aquesta zona.